# Сребреница
Сребреница (на сръбски: Сребреница) е град в Република Сръбска, Босна и Херцеговина. Административен център на община Сребреница. Населението на града през 1991 година е 5746 души.

## История
По време на Босненската война в него е извършено Клането в Сребреница. На 24 март 2007 общинският съвет на Сребреница приема решение, с което настоява за независимост от Република Сръбска; сръбските представители в съвета не подкрепят решението.

## Население
Населението на града през 2013 година е 15 242 души.

### Етнически състав
| Сребреница            |                |                |                |
| Година на преброяване | 1991.          | 1981.          | 1971.          |
| Мюсюлмани             | 3673 (63,92 %) | 2473 (54,80 %) | 1858 (60,16 %) |
| Сърби                 | 1632 (28,40 %) | 1406 (31,16 %) | 921 (29,82 %)  |
| Хървати               | 34 (0,59 %)    | 56 (1,24 %)    | 78 (2,52 %)    |
| Югославяни            | 328 (5,70 %)   | 496 (10,99 %)  | 89 (2,88 %)    |
| Други и неопределени  | 79 (1,37 %)    | 81 (1,79 %)    | 142 (4,59 %)   |
| Общо                  | 5746           | 4512           | 3088           |

## Икономика
Сребреница е малък планински град, чиято главна индустрия е добива на каменна сол и предлагането на различни балнеологични процедури.